# Troilos i Crèssida
Troilos i Crèssida (en anglès: Troilus and Cressida) és una obra dramàtica de William Shakespeare. Es creu que fou escrita al voltant del 1602, poc després d'acabar Hamlet. Va publicar-se en quart en dues edicions separades, ambdues del 1609. No se sap si l'obra es va representar mai en la seva època, perquè les dues edicions es contradiuen: una anuncia a la portada que l'obra es representà feia poc, i l'altra sosté al prefaci que és una obra nova que mai no s'ha representat.
Aquesta obra va ser escrita per a un públic amb coneixements de mites grecs i troians, i en particular, de la guerra de Troia.

## Data i publicació

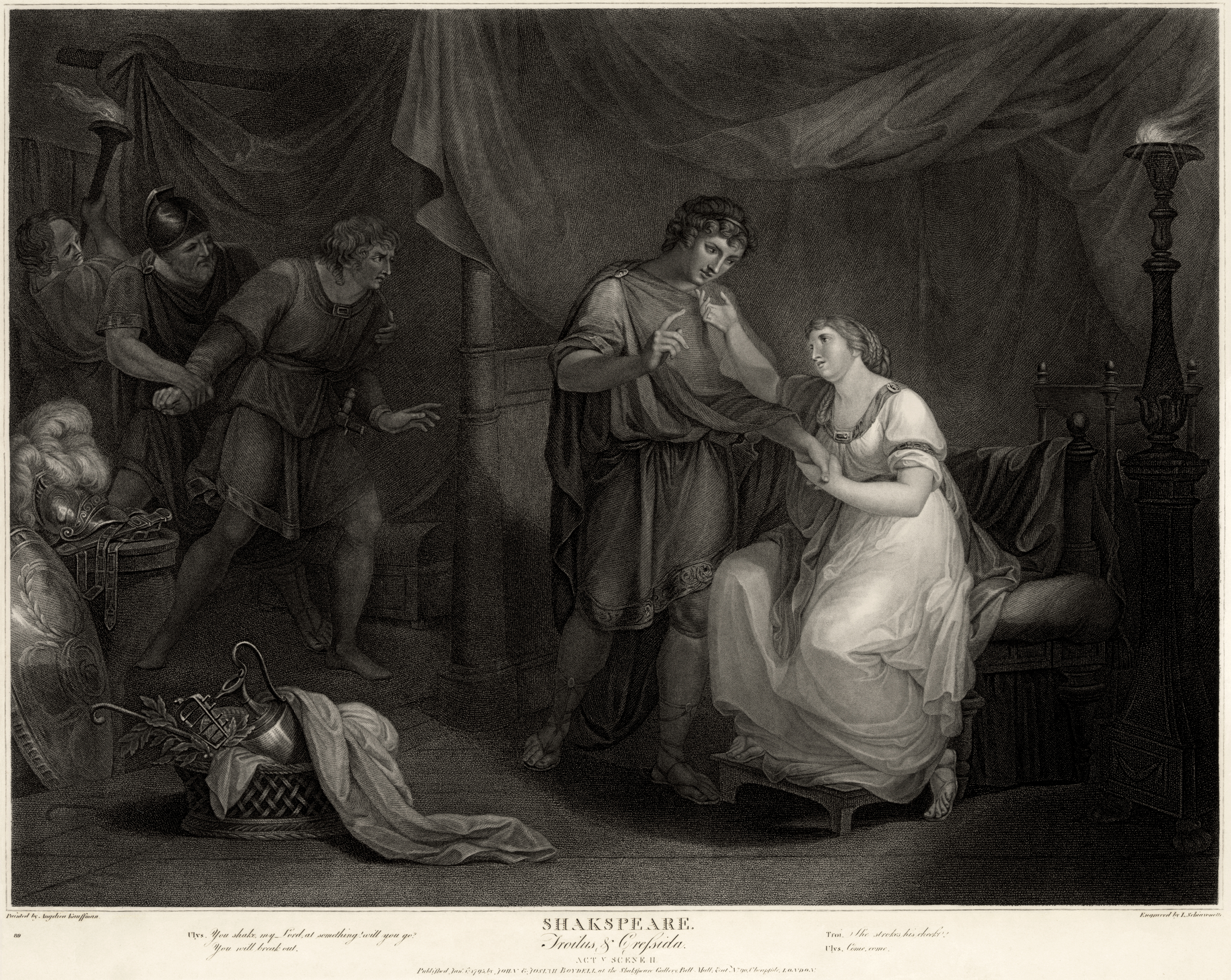
Troilos i Crèssida, Acte V, Escena II. (1795) Gravat de Luigi Schiavonetti basat en una pintura del 1789 de l'artista Angelica Kauffmann, i realitzat per a la il·lustració d'una versió de Troilos i Crèssida publicada per la Galeria Boydell Shakespeare.

L'obra va ingressar al Stationers' Register (una forma primitiva de drets d'autor per a obres impreses) el 7 de febrer del 1603 per obra del llibrer i impressor James Roberts, amb una menció que fou representada pels homes del Lord Chambelan, la companyia de Shakespeare. Tanmateix, no va seguir-hi cap publicació fins al 1609; els stationers (paperers) Richard Bonian i Henry Walley la tornaren a enregistrar el 28 de gener del 1609, i més endavant es publicà el primer quart, però en dues "formes". La primera diu que l'obra fou "interpretada pels servidors de sa Majestat el Rei en el Globus"; la segona versió omet la menció al The Globe i hi inclou una llarga carta de presentació en què sosté que Troilos i Crèssida és "una obra nova, mai abans representada..."
Alguns estudiosos (com Georg Brandes, l'erudit shakesperià danès de finals de segle XIX) han intentat reconciliar aquestes afirmacions contradictòries argumentant-hi que l'obra va compondre's originalment al voltant del 1600-1602, però que fou revisada en profunditat poc abans de la seva edició, el 1609.
Troilos i Crèssida destaca per la seva natura amargada i càustica, semblant a les obres que Shakespeare estava escrivint en el període del 1605 al 1608, El rei Lear, Coriolanus i Timó d'Atenes. Es creu que va escriure's breument després de Hamlet, alhora segurament que Timó d'Atenes, que també tracta un tema grec clàssic, creient-se que en aquella època Shakespeare devia estar passant per una depressió.
Des d'aquest punt de vista, la versió original de l'obra és més una comèdia romàntica del tipus que Shakespeare va escriure cap al 1600, per exemple Al vostre gust i La nit de reis, mentre que a l'última revisió va incloure el material més fosc, deixant-hi com a resultat un maremàgnum híbrid de tons i intencions.

## Reputació
A Troilos i Crèssida Shakespeare sembla contemplar satíricament aquell món grec considerat heroic. És considerada per alguns com una de les obres problemàtiques del dramaturg anglès, en particular pel seu decebedor darrer acte. D'altres consideren que és una peça experimental que intenta trencar les convencions del gènere, i els desconcertants personatges de la qual poden comparar-se amb els de Hamlet. Johann Wolfgang Goethe considerà l'obra "la imaginació de Shakespeare en la seva versió més lliura".
La natura intrigant i sorprenent de l'obra ha implicat que Troilos i Crèssida no hagi estat molt popular als escenaris i no es conservi rastre documental de cap interpretació entre el 1734 i el 1898. A la Restauració, fou condemnada per John Dryden, qui l'anomenà "munt de bestieses" i la reescriví. Fou també condemnada pels victorians per les seves referències sexuals explícites. No es representà en la seva forma original fins a començaments del segle xx, però des de llavors, s'ha convertit en una obra cada cop més popular a causa de la seva cínica representació de la immoralitat i desil·lusió de la gent, en particular després de la Primera guerra mundial. La seva popularitat va arribar al punt àlgid a la dècada dels anys 1960 quan s'incrementà exponencialment el descontent públic envers la Guerra del Vietnam. Els temes principals de l'obra (una guerra de llarga duració, la cínica ruptura dels vots fets públicament, i la falta de moralitat de Crèssida i els grecs) ressonaven fortament entre el públic descontent. Se'n realitzaren llavors nombroses representacions que emfatitzaven l'abisme entre els ideals i la crua realitat.

## Argument
L'obra s'ambienta en la guerra de Troia, i essencialment té dues trames. En una, Troilos, príncep troià, el fill més jove del rei Príam, assetja Crèssida, la filla d'un sacerdot troià, que s'ha passat al bàndol enemic. Tròilus s'enamora d'ella, qui no el rebutja, i mantenen relacions sexuals. Es juren amor etern, però les coses ocorren de forma diferent al que ells van planejar. Antènor, un líder de l'exèrcit troià, és capturat pels grecs. Calcant, el desconsiderat pare de Crèssida, proposa a Agamèmnon canviar Antènor per Crèssida. Els troians accedeixen al canvi i Crèssida deixa la ciutat de Príam prometent romandre fidel a Troilos.
Però al campament grec Diomedes, un dels líders de l'exèrcit grec, conquereix Crèssida amb èxit, qui s'entrega a ell voluntàriament. Troilos, que ha intentat visitar-la al campament aqueu, la veu amb Diomedes i la considera una prostituta. En veure la infidelitat de la seva estimada, s'assegura que la pròxima lluita contra els grecs serà un vessament de sang. També cau en aquesta lluita el seu germà Hèctor.
Tot i que aquesta és la història que dona el títol de l'obra, aquesta trama en realitat ocupa poques escenes: la major part de l'obra es refereix a una intriga entre Nèstor i Odisseu per aconseguir que l'orgullós Aquil·les torni a lluitar en la batalla al bàndol dels grecs.
L'obra acaba amb una sèrie d'escaramusses entre ambdós bàndols, i la mort de l'heroi i príncep troià Hèctor.

## Personatges
| Troians - Enees, un comandant - Andròmaca, esposa d'Hèctor - Antènor, un comandant - Calcant, un sacerdot troià que defensa els grecs - Crèssida, la filla de Calcant - Alexandre, serf de Crèssida - Pàndar, oncle de Crèssida i bufó - Príam, rei de Troia - Cassandra, filla de Príam i profetissa - Hèctor, fill de Príam - Troilos, fill petit de Príam - Paris, fill de Príam - Helen, fill de Príam - Margerèlon, fill bord de Príam - Deífob, fill de Príam | Aqueus (grecs) - Aquil·les, príncep - Àiax el Gran, príncep - Diomedes, príncep - Nèstor, savi i príncep - Odisseu, príncep - Menelau, rei dels grecs i líder de la invasió grega - Helena, esposa de Menelau; viu amb Paris - Tersites - Pàtrocle, amic d'Aquil·les |